# 明神山 (愛知県設楽町・東栄町)
明神山（みょうじんさん）は、愛知県北設楽郡設楽町と東栄町との境界にある標高950mの山である。一般には平山明神山と呼ばれる。神田明神山ともいう。

## 概要
三ツ瀬明神山の北西に位置し、大鈴山の南東に位置する。
山稜は特異な岩峰が連なり、山麓からも一際目立つ存在の山である。「西の覗き」と「東の覗き」という二箇所の展望所があるが、どちらも峻険で危険な場所である。「西の覗き」からは、大鈴山・大川入山・恵那山・南アルプスの展望が開けている。
また山頂近くには、小鷹明神を祭ってある所もある。しかしこの場所も、険しい岩峰の上である。

## 写真集

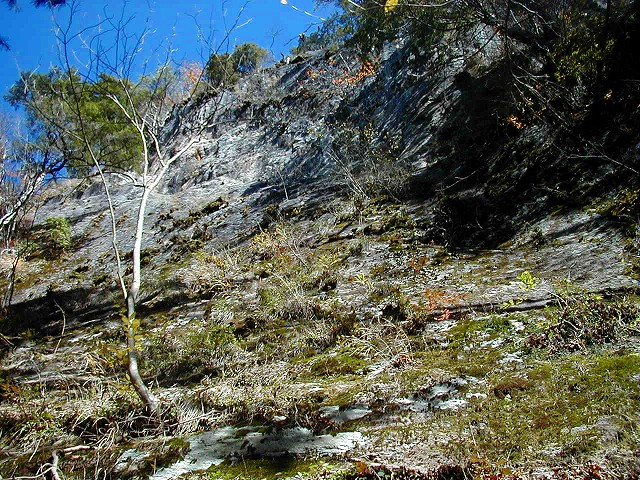
山頂下の大岩
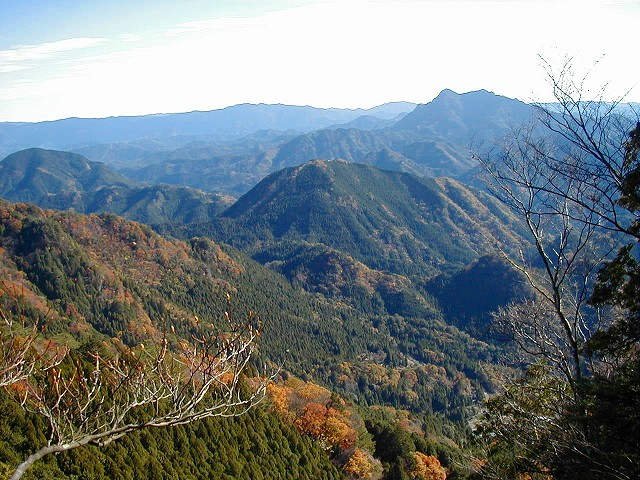
東の覗きから三ツ瀬明神山